# Олександрівка (Щастинський район)
Олекса́ндрівка — село в Україні, у Широківській селищній громаді Щастинського району Луганської області. Населення становить 236 осіб.

## Географія
Відстань до райцентру становить близько 41 км і проходить автошляхом Р22. У селі розташований пункт пропуску на кордоні з Росією Олександрівка—Титове.

## Історія
У 1932–1933 роках Олександрівська сільська рада постраждала від Голодомору. За свідченнями очевидців кількість померлих склала щонайменше 40 осіб, імена яких встановлено.

## Населення
За даними перепису 2001 року населення села становило 236 осіб, з них 9,75% зазначили рідною мову українську, 88,56% — російську, а 1,69% — іншу.